# 決戦
決戦（けっせん、英: Decisive Warfare）は「明白な戦果を生み、その後の政治的解決を決定づける単一の戦闘」という概念である。

## 概要
戦争の目的は政治的目標の達成である。政治的目標の達成を決定づける、すなわち戦争の勝敗を左右する、分水嶺となる単一の戦闘という概念を決戦という。戦争において敵軍を殲滅すれば敵はあらゆる要求を呑まざるを得ないため、おのずと政治的目標が達成できる。ゆえに殲滅戦理論を採用する戦争では、敵軍へ挽回不可能なダメージを与える一大作戦が決戦となる。
陸上作戦はその態勢や行動から分類されるが、その目的から決戦と持久戦にも分類される。決戦は彼我共に決戦の意志を持っている場合、また、片方が強制しうる場合に発生しうる。クラウゼヴィッツは作戦の目的を「敵の戦闘力の撃滅」と「自己の戦闘力の保持」に分類した。決戦は前者の目的を最大限に達成する作戦の一形態であり、自己の戦闘力の損害を顧みず、迅速に決着をつけることに特徴がある。

## 批判
決戦という概念は妥当なのか、すなわち戦略に組み込む妥当性があるのかという議論が存在する。

### 軍事的結果から政治的勝利への転化
決戦の定義である「政治的解決を決定づけるほどの影響力を持つ単一の戦闘」は実現しうるのかという批判がある。歴史上、敵を殲滅し、軍事的に圧倒的な結果を得たにもかかわらず、それが政治的目標の達成につながらない例が多々存在する。例えば普仏戦争におけるセダンの戦いでは、プロイセン陸軍がフランス帝国陸軍を撃滅して戦争が終結するかに思えたが、フランスでの政権転覆の影響を受け、戦争は継続された。他にも、敵正規軍を撃滅したが休戦協定を結べず、ゲリラとの戦いに突入しまう例は枚挙に暇がない（例: アフガニスタン紛争 (2001年-2021年)）。これらの史実は決戦戦略の困難さを示している。後から史実を検証して決戦となった戦いを見出すことは可能だが、それを事前に戦略として設定できるのかという問題がつきまとう。